# Sendeturm Wormer
Der Sendeturm Wormer ist das höchste Bauwerk in der Region Zaanstreek in der niederländischen Provinz Noord-Holland. Der Sendeturm im Ortsteil Wormer der Gemeinde Wormerland ist einschließlich des Sendemastes 144 Meter hoch.
Der fast 119 Meter hohe Betonturm wurde 1970 im Auftrag des niederländischen Kommunikationsunternehmens PTT errichtet, das diesen für Telefon-Richtverbindungen nutzte. Der Sendeturm verfügt über drei Plattformen für Richtantennen und darüber einen sogenannten (gläsernen) Regiesteg. Der Turm ist Teil des Richtfunkverbindungsnetzes, das die PTT zwischen 1955 und 1976 errichten ließ.
Da der Regionalsender NH im Januar 2000 mit der terrestrischen Fernsehübertragung beginnen wollte, wurde 1999 ein ca. 30 Meter hoher Sendemast auf dem Turm installiert. Die Sendeleistung betrug 200 kW.
Der Sendeturm ist seit 2007 im Eigentum von Alticom, der  ihn zu einem Rechenzentrum ausbaute. 2006 wurde NOVEC neuer Eigentümer des Sendemastes auf dem Sendeturm. 
Bei Einheimischen ist der Sendeturm unter Toren van Wormer bekannt.